# مطيع بن عبد الله دماج

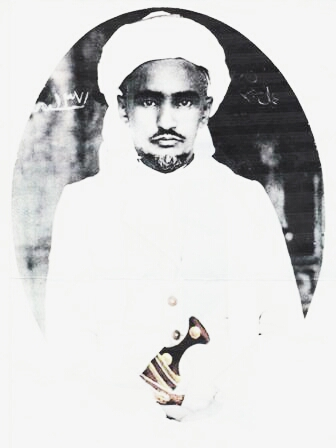
الشيخ المناضل/ مطيع عبد الله دمّاج

الشيخ مطيع عبد الله دماج (1909-1971). مناضل وثوري. يعتبر من أوائل الثائرين ضد حكم الأئمة في اليمن، وأحد رواد التنوير.
أحد كبار مشايخ اليمن (قبيلة بكيل)، وأول محافظ جمهوري لـمحافظة إب، وعضو مجلس الرئاسة (1962).
وهو والد الروائي اليمني الكبير زيد مطيع دماج.

## مولده ونشأته
ولد مطيع دماج في قرية رقاد، عزلة النقيلين، محافظة إب عام 1327هـ، الموافق 1909م. وهو ينتمي إلى أسرة مشيخية معروفة تنتمي إلى قبيلة ذو محمد، بكيل.
تلقى دراسته الأولى في معلامة (كتّاب) القرية. أُخذ وهو صغير السن للمشاركة مع والده النقيب عبد الله بن ناجي دماج في حرب (الزرانيق) وحرب البيضاء، وهو ما كان له الأثر الكبير في تكوين وعيه الوطني المناهض لحكم الإمامة الظالم.   
عندما أصبح شاباً قرر أن يتعلم أصول الفقه واللغة بعد أن أدرك قصور أفراد أسرته في هذا المجال، وهو ما جعلهم عرضة للاستغلال من قبل الذين كانوا يديرون شؤون الحكم وينفذون إرادة الإمام باسم الشريعة الإسلامية. فذهب إلى مدينة «جبلة» ليلتحق بالمدرسة العلمية في «الجامع الكبير»، ودرس هناك أصول الدين واللغة، وعلم العروض، والجبر والمنطق. وكان لأستاذه «علي بن محمد الغشم»  تأثير كبيرفي نمو معارفه، والوصول إلى يقين أن الحكم الإمامي كان سبب موت نبوغ الشعب اليمني وتخلفه عن بقية الأمم.

## بداياته الأولى
في عام 1939م، عُين مديراً لبلدية السياني، التي كانت تعتبر في ذلك الوقت من المراكز التجارية المهمة. ومن خلال منصبه تعزز تواصله مع الأحرار الذين كانوا قد بداءو نشاطهم، ومنهم القاضي محمد الأكوع، والشيخ حسن الدعيس وآخرون.  
 في عام 1942م، تم توكيله من قبل أبناء إب وتعز في ما تم فرضه عليهم من ولي العهد وأميرلواء تعز آنذاك الإمام أحمد، من ضرائب وأوقاف، عُرفت بـ«الوقف الغساني»، وقد أستحكم الشيخ مطيع على الإمام مستشهداً بالأية القرأنية ﴿وكان وراءهم ملك يأخذ كل سفينة غصبا﴾، فما كان من ولي العهد إلا أن أمر بحبسه في سجن «الشبكة» بتعز، وقضى في السجن شهرين. على إثر ذلك توالت البرقيات من إب وتعز المؤيدة للشيخ مطيع إلى الإمام يحي في صنعاء، مطالبة بالإفراج عنه وبرد ظلم ولي العهد أحمد، وهو ما تم لاحقاً.

## نضاله

### هروبه إلى عدن
بعد خروجه من السجن عينه ولي العهد إمباراً لقضاء الحجرية لجمع غلول المحاصيل الزراعية، وكان هذا محاولة من ولي العهد لإذلاله،  فقد كان ذلك العام عام جدب وقحط. عندما شاهد مطيع دماج فقر الناس هناك وحالتهم المعدمة،  أدرك أهمية انتهاج حل سياسي ضد استمرار النظام الإمامي في ممارساته الظالمة، وإبقاء الشعب اليمني على ما هو عليه من بؤس وفقر وتخلف،  فقرر الهروب إلى عدن.
في 14 مايو 1944م وصل الشيخ مطيع دماج إلى عدن، مشياً على الأقدام، وكان يرافقه الاستاذ الشاعر عقيل عثمان عقيل ليكونا من طلائع الثوار اليمنيين الذين انتقلوا إلى عدن.
في عدن استقبله الأستاذ محمد علي لقمان،  صاحب صحيفة «فتاة الجزيرة».  وبعد أسبوعين لحق بهما الشيخ عبد الله بن حسن أبوراس. في 4 يونيو 1944م وصل إلى عدن كل من الأستاذ محمد محمود الزبيري وأحمد محمد النعمان، وتوالى وصول بقية الأحرار إلى عدن، منهم: علي ناصر العنسي، وزيد الموشكي، ومحمد بن ناجي القوسي، والشيخ جميزة، والشيخ عبد الباقي الحمادي، وأحمد بن محمد الباشا وآخرين.

### انتقام الإمام منه
على إثر هروبه إلى عدن قام الأمام بالانتقام من أسرته، فتم احتلال منازل آل دماج في النقيلين، وتمت مصادرة ممتلكاتهم، وزج ببعض أخوته وأبناء عمومته في السجون، كما أوخذ العديد من شباب الأسرة رهائن، وكان منهم ابن أخيه أحمد قاسم دماج.

### نشاطه السياسي في عدن
بدأ  في عدن ينشر مقالاته السياسية في صحيفة «فتاة الجزيرة»، منتقداً الأوضاع المتردية التي يعيشها اليمنيون، والممارسات الظالمة والمتخلفة للإمام يحي. وقد كان أول من كتب باسمه الصريح، فقد كانت مثل هذه المقالات عادة ما تُكتب بأسماء مستعارة خشية انتقام الإمام يحي الذي كان على تواصل مع حكومة الاحتلال البريطاني آنذاك.
عن وصول الشيخ مطيع دماج إلى عدن، كتب محمد علي لقمان: "هذا يوم ستذكره فتاة الجزيرة بخير كثير لأنه مطلع شعور اليمن بضرورة السير في موكب الحضارة الإنسانية. وصل في ذلك اليوم المطيع دماج وكان الوقت حوالي الظهر، إلى بيتي في حافة حسين، ولم أسمع به من قبل ولم أعرفه ولم يأت إلي بتوصية من صديق.
وكان يلبس سترة بيضاء قصيرة وإزاراً يمانياً إلى الركبتين، وعلى رأسه عمامة ويرتدي حذاءً من الجلد كالتي يلبسها البدوي عادة في الصحراء. وعندما وصل كان متحمساً، كثير الألم، بل كانت كلماته عنيفة حزينة.
قال: جئنا إلى فتاة الجزيرة.. نحن شعب مظلوم ونحن شعب ما لنا حق ولا حرية.
وبهرتني صراحة الشكوى!!.. وسيعذرني القارئ إذا علم أنني استمعت إليه دون أن أبدي رأياً.
وهل تستطيع أيها الأخ أن تشرح لنا هذه المظالم؟
بلى! كل يماني على وجه الأرض يستطيع ذلك. ما أسهل شرح الظلم في اليمن. إنني ضيق بالحالة التي وصلنا إليها في اليمن. إن الذي أغراني بالسفر هو ما قرأته في صحيفتكم عن اليمن!!.
وأخذ المطيع دماج يشرح سوء الحال في اليمن.. وسألته إن كان يستطيع أن يكتب هذه الآلام باسمه الصريح. وكان الإيجاب من المطيع دماج.
وظهرت فتاة الجزيرة تحوي مقالاً للمطيع دماج... لم يكن هذا المقال سهلاً للقارئ. إن الذي يعرف اليمن يدرك مدى هذا التصريح في جريدة سيارة باسم صريح لصاحبه أهل وأقارب في اليمن نفسه".
في نفس العام انعقد أول مؤتمر شعبي للأحرار في منزل الحاج محمد سلام حاجب بالتواهي، حضره أحمد نعمان، والزبيري، والشيخ مطيع دماج، والشيخ القوسي، والشيخ محمد حسن أبو رأس، وزيد الموشكي، وعقيل عثمان، والسيد الشامي، وعبد الله ناجي الأغبري والأستاذ محمد علي لقمان وآخرون. وقد كان المؤتمر سرياً إذ لم يستطع رجاله المجاهرة بالعمل خوفاً من حكومة عدن التي اشترطت عليهم عدم التدخل في الأمور السياسية، وفي هذا المؤتمر تأسس «حزب الأحرار اليمني».
واصل الشيخ مطيع دماج نشر مقالاته في «فتاة الجزيرة» وصحف أخرى، ممارساً نشاطه النضالي ومعززاً تواصله مع بقية الأحرار سواء في اليمن أو في المهجر. 
في 9 سبتمبر 1946م، عاد الشيخ مطيع دماج من عدن، مع عدد كبير من الأحرار اليمنيين، بعد أن أدركوا أنه من الخطأ إخلاء شمال اليمن من الأحرار، واتفاقهم على عودة من يمكنهم العودة بعد مفاوضات عديدة مع ولي العهد أحمد. وكان قد سبقة في العودة زيد الموشكي وأحمد بن محمد الشامي. 

### مرحلة ما قبل 26 سبتمبر
عمل الشيخ مطيع دماج خلال هذه الفترة نائباً للإمام في الوازعية وموزع، وهي الفترة التي شهدت تطورات كبيرة في مسار الحركة الوطنية، وخاصة ثورة 1948 وانقلاب 1955. وخلال هذه الفترة توسعت علاقة الشيخ مطيع دماج مع بقية الثوار في مختلف مناطق اليمن.
في عام 1958م شُكلت اللجنة التأسيسية للأحرار في تعز، والتي شملت في عضويتها عدداً من الأحرار منهم: الشيخ مطيع دماج، عبد الغني مطهر، الشيخ قاسم حسن أبو رأس، الشيخ زيد مهفل، الشيخ إبراهيم حاميم، الشيخ ناشر عبد الرحمن العريقي، الشيخ حسين بن ناصر مبخوت، الملازم محمد مفرح، عبد القادر الخطري، علي حمود الحرازي، رائد أحمد الجرموزي، الشاويش حمود سلامة، وعبد الله ناجي وآخرون.
عن هذه الفترة، كتب زيد مطيع دماج تفاصيل ذكرياته كطفل يرافق والده في تعز قبل أن يرحل إلى مصر للدراسة، وهي التفاصيل المذكورة في كتابه «الأنبهار والدهشة».

### 26 سبتمبر 1962
في صباح يوم الثورة 26 سبتمبر 1962، تولى الشيخ مطيع دماج مهمة الاستيلاء على مدينة إب مع لفيف من المناضلين، وقد ألتف حوله الوطنيون من عسكريين شباب ومشائخ، وكان في مقدمتهم الشيخ عبد العزيز الحبيشي، عبد الحفيظ بهران، عبد الله الوصابي، محمد الربادي، أحمد قاسم دماج وأحمد منصور أبو أصبع وآخرون. وفي نفس اليوم تم له السيطرة على المحافظة بعد أن قاد مجاميع شعبية جماهيرية دون أي دعم من قطاعات الجيش. في 2 أكتوبر 1962، صدر القرار الجمهوري بتعينه أميراً للواء إب، لكنه اعترض على هذه التسمية، وبعد تواصله مع مجلس قيادة الثورة في صنعاء تم في اليوم التالي تعديل القرار وتعينه محافظاً لمحافظة إب، ليكون بذلك أول محافظ للمحافظة.   
 في 31 أكتوبر 1962م، عين عضواً في مجلس الرئاسة،  لكن الشيخ مطيع دماج لم يمكث في موقعه الإداري طويلاً، فقد كانت الثورة ما تزال تواجه تهديداً كبيراً من القوى الملكية، وهكذا تولى في عام 1964م قيادة الحملة العسكرية إلى «برط» التي كانت محاصرة من قبل قوات الملكيين بقيادة الحسن بن يحي، وقد تم الانتصار للجمهوريين وطرد الملكين من «برط» عام 1964م. في عام 1965م تم تعينه وزيراً لشؤون القبائل. 

### دوره في الكفاح المسلح وتحرير الجنوب
كان للشيخ مطيع دماج دور فاعل في دعم ثورة أكتوبر والكفاح المسلح في جنوب اليمن، وتوفير الاسلحة وجمع التبرعات. وقد كانت بيوته وبيوت أسرته في «النقيلين» ملجأً آمناً لبعض أبرز قيادات ثورة أكتوبر والكفاح المسلح في الجنوب. كما كان على رأس المساهمين في التحضير لمؤتمر الجبهة القومية لتحرير الجنوب اليمني الذي أنعقد في مدينة جبلة في أبريل 1966، حتى أنه يعد أحد الآباء الروحيين للشباب للقوميين واليساريين في تلك المرحلة.

### حصار السبعين ومرحلة (ريدة)
لعب دوراً بارزاً في «حصار السبعين» عام 1967م، حيث ساهم مع العديد من المناضلين في فك الحصار على صنعاء من جهة جبل «يسلح».
بعد انتهاء الحصار، واحتجاجاً على ما آلت إليه الأوضاع في صنعاء وعلى إدارة الفريق العمري وما صاحبها من اعتقال لعدد من المناضلين والناشطين السياسيين، أمثال الجناحي وعبد الغني مطهر، انتقل الشيخ مطيع دماج إلى مدينة (ريدة).
بعد وصوله (ريدة) بدء الشيخ مطيع بممارسة نشاطه السياسي من هناك، حيث صار قبلة لوجهاء العديد من القبائل اليمنية، وخصوصاً قبائل «ذو محمد» و«دهمة» و«عيال سريح» و«عيال يزيد» والعديد من وجهاء قبيلة «حاشد» الرافضين للصلح مع الملكيين، بالإضافة إلى قادة الحركة الوطنية والضباط والموظفين المحسوبين على الحركة الوطنية والذين تعرضوا للمضايقات الشديدة بسبب مواقفهم السياسية أمثال: «السماوي»، عبد الله صالح عبده، وحمود الغرباني على سبيل المثال. وازدادت الضغوط على الحكومة في صنعاء، التي كلفت القاضي عبد السلام صبرة بالخروج للتفاوض من الشيخ مطيع، الذي استقبل القاضي عبد السلام صبرة في مدينة عمران محاطاً بما يناهز عشرة آلاف من رجال القبائل الحاملين أسلحتهم، وهناك جدد طرح نفس الشروط المتعلقة بإطلاق المساجين السياسيين وضرورة تشكيل حكومة ائتلاف وطني تستوعب كل القوى الوطنية الثورية التي دافعت عن صنعاء، وهي المطالب التي كان قد تبناها الشيخ مطيع دماج والشيخ أحمد عبد ربه العوضي (اللذان يعدان من أهم قادة فك الحصار).  
ولا يزال المناضلون يتذكرون كيف ازدادت شعبية الشيخ مطيع، المقاوم للضغوطات التي فرضت عليه، وكيف رفعت الجموع المحيطة بموكبه سيارته ابتهاجا ومؤازرة، مرددة الأناشيد والزوامل الوطنية والشعبية. 

### محاولة اغتياله
بقى الشيخ مطيع في (ريدة) أكثر من ستة أشهر تم خلالها الإعداد لمؤتمر (ريدة) الذي انعقد لمدة ثلاثة أيام وطالبت قرارته بتغيير الحكومة وتشكيل حكومة وحدة وطنية لكل قوى الثورة ورفض الصلح مع الملكيين وإيقاف التداخلات السعودية في شؤون اليمن. وقبل انعقاد المؤتمر نجا الشيخ مطيع دماج من محاولة اغتيال، حيث ألقيت قنبلة يدوية على غرفة نومه التي كان يشاطرها مع بعض كبار المشايخ، وقد ارتطمت القنبلة بخشب النافذة وانفجرت أسفلها. 

### اعتزاله العمل الرسمي
بعد أحداث أغسطس، التي وجهت ضربة عنيفة للحركة الوطنية وصفت العشرات من أبطال الثورة والحصار، (وعلى رأسهم الشهيد «عبد الرقيب عبد الوهاب»، بطل الحصار وقائد أركان الجيش اليمني المقاوم) وتم فيها سجن العشرات من المدينين والعسكريين المحسوبين على الحركة الوطنية، غادر الشيخ مطيع دماج (ريدة) في شهر سبتمبر إلى صنعاء التي أقام فيها أسبوعاً واحداً فاوض خلاله الحكومة على إطلاق رواتب العشرات من المحسوبين عليه (وبينهم من شاركوه البقاء في ريدة) وإعادة البعض إلى أعمالهم.
ثم سافر بعد ذلك إلى قريته بالنقيلين. وعلى الرغم من اعتكافه فيها واصل الشيخ مطيع دماج نشاطه السياسي، حيث استقبل العشرات من القيادات الوطنية المطاردة ووفر لها ملاذاً آمناً، كما بذل الكثير من الجهود لإعادة تنظيم شتات الحركة الوطنية وتنمية أشكال العمل الوحدوي المشترك مع الحركة السياسية في الشطر الجنوبي من اليمن، وهناك العشرات من الرسائل المتبادلة مع قادة العمل الوطني في عدن وفي صنعاء في ذلك الوقت. إلى جانب تواصله مع بعض الزعامات العربية كجمال عبد الناصر وهواري بومدين، توضح أهمية الدور الذي استمر في لعبه في دعم الحركة الوطنية وكذلك دعك حركة اليسار الوطني في اليمن.

## المناصب التي تقلدها
- مدير بلدية السياني، 1939.
- نائباً للإمام في الوازعية وموزع (1946-1960)
- محافظ لمحافظة إب 1962.
- عضو مجلس الرئاسة 1962.
- محافظ لمحافظة تعز 1964.
- وزير شؤون القبائل 1965.

## أشعاره ومقالاته
```
له عدد من القصائد والمقالات التي نشرت في صحيفة فتاة الجزيرة، مجلة اليمن الجديدة وصحيفة الثورة.
```

## وفاته
توفي الشيخ مطيع دماج في تعز عام 1971م، ودفن حسب وصيته في مدينة السياني.

## قالوا عنه

### الرئيس السلال
يقول الرئيس المشير عبد الله السلال في رسالة تعزية أرسلها إلى زيد مطيع دماج:
«بسم الله / الولد العزيز الفاضل زيد مطيع دماج  حياك الله / تحية طيبة

وعزاء حاراً من القلب أبعثه باسمي وباسم كل الأخوة المناضلين هنا لكم ولكافة أفراد الأسرة، وقبيلة بكيل في فقيدها المناضل الصابر الأخ المرحوم الشيخ مطيع دماج تغمدة الله بواسع الرحمة وعوضنا وعوضكم عن فقده خيراً وجزاء عن كفاحه ومواقفه الوطنية الشريفة خير الجزاء.
لقد تلقيت ببالغ الحزن والأسى نبأ وفاة الأخ المكافح الشجاع الشيخ مطيع من الأخ اللواء عبد الله جزيلان وكنت أنتظر منكم ولو خبراً بسيطاً في قصاصة ورقة أو برقية لما تعرفون من علاقة نضال مشتركة وصداقة قديمة دائمة بيني وبين والدكم ولما يربطنا أولاً وأخيراً من زمالة كفاح مستمر ضد الرجعية ومؤامراتها، لكنني عذرتكم واعتبرت التقصير عائد لانشغالكم بوفاة الوالد المفاجئة، وانتظرت سفر أحد الأخوة الموثوق بهم لأشارك في نعي المرحوم واعطاءه ما يستحق من تكريم وتقدير، واذا كان التاريخ الذي سجل ثورة سبتمبر بأحرف من نور فأنه لن ينسى من أسهم فيها وشارك في الدفاع عنها وإرساء دعائم أعز مكسب وهو النظام الجمهوري وفي المقدمة الوالد المناضل المرحوم الشيخ مطيع دماج.
إن خير عزاء لنا جميعاً أنه مات وهو صامد في موقفه الشريف من الرجعية، وفي لمبادئه وأهدافه التي اعتنقها منذ أن شارك في القضية الوطنية صابراً على محنة المرض والإهمال والمطاردة والإرهاب وحملات التخوين والتشكيك، محافظاً على خطه الثوري والتقدمي، ولن يعوضنا عن فداحة خسارتنا فيه إلا أن نكون جميعاً في نفس الدرب وأن نستمر على نفس الخطى حتى نعيد لشعبنا اشراقة ثورته ووجهها التقدمي العربي.
أما نحن هنا فأننا لازلنا في انتظار كلمة حق من شباب اليوم في قضيتنا التي لم تصل حتى إلى حد المطالبة بعودتنا إلى بلادنا كما عاد الملكيون والذين حاربوا الثورة طيلة الخمس سنوات الماضية، وسنظل نتطلع إلى كلمة الحق هذه حتى تعيدنا إلى أرضنا أو نعود بمعجزة شبيهة بثورة سبتمبر الخالدة.
أخيراً أكرر تعازي الحارة في وفاة والد الجميع المرحوم الشيخ المناضل الشيخ مطيع داعياً لكم ولأفراد الأسرة ولنا وكل قبائل بكيل بالصبر والسلوان، وتحياتي لكم ولهم ولجميع الأخوة الشباب. والسلام عليكم.
والدكم المشير»

### عبد العزيز المقالح
يقول الدكتور عبد العزيز المقالح في رسالة لزيد مطيع دماج نشرها في صحيفة الثورة:
يا أخي.. إن مطيع دماج ذلك الرائد الخارج في بداية الأربعينيات من القرية اليمنية معلنا قرب نهاية عصر الإقطاع الفكري ليس ملك أبنائه أو أي من أفراد أسرته وإنما هو ملك كل اليمنيين شأنه شأن بقية الأحرار والرواد الذين تصدوا لمواجهة الطغيان الإمامي في عنفوان تسلطه، ومن حقه ومن حق كل مناضل أن يحضى بالتقدير بعد وفاته وأن يعرف الناس فصولا من كفاحه وهو أقل ما ينبغي أن تقوم به الأجيال الحاضرة إزاء الراحلين من الرواد والمناضلين.. وواجب القرية التي بدأت تخرج من ظلام القرون الوسطى وتسعى إلى إقامة كيانها المعاصر والحديث واجبها نحو مطيع دماج ينبغي أن يكون أكثر من واجب المدينة فقد كان صوته أبرز الأصوات القادمة من الريف والخارجة من سكون القرية، وكانت حركة الثورة التي بدأت علي استحياء وفي خوف من الإرهاب في المدينة مع أواخر الثلاثينيات وبداية الأربعينيات كانت تنتظر دعم الريف وانتفاض القرية، وكان لا بد أن تبدأ من هناك حملات التوعية مستهدفة تحطيم مشاعر الخوف قبل أن يفتح الشعب ذراعيه لاحتضان فكر الثورة والإطاحة بالنظام الجائر، وقبل أن تولد قوى جديدة في المدينة والريف تواصل الثورة وتسعى إلى بناء عالم جديد علي أنقاض ذلك العالم العتيق.
وقد نهض مطيع دماج بمهمة التوعية في الداخل والخارج وكانت بداياته تساؤلات صارخة وعلنية: أين التعليم لي اليمن؟ أين الحرية في اليمن؟
وكانت تلك التساؤلات بداية اشتعال النار التي أحرقت السفينة القديمة، وإذ ما لبث الضوء أن اكتسح المدائن والقرى ولامس صوت الثورة القلوب والعقول، فأين الكتاب الموعود؟

### عمر الجاوي
وتحضرني بعض الآراء التي قيلت عنه دون أن أدونها؛ لأنها ستكون جزءا من هذه الكلمة.
الكثيرون من المهتمين بالحركة الوطنية اليمنية يذكرون الآراء التي قيلت عنه في الصحف العدنية أو مذكرات بعض الصحفيين. لقد اعتبر في بداية الأربعينيات شاباً متحمساً يطلق الآراء السريعة عن سلطة بيت حميد الدين الرجعية والاستبدادية التي أغرقت شمال الوطن "المملكة المتوكلية اليمنية" في محيط من التخلف المريع.
كان رأي مطيع وفي عدن المستعمرة التي وصل إليها في بداية الأربعينيات مجازفة غير مقبولة حتى من أولئك الذين قد تعرفوا على العالم الحديث..
وفي الحقيقة أن وصول طلائع حركة الأحرار اليمنيين إلى عدن قد فتح باباً جديداً لعمل سياسي نعرف تطوره اللاحق..
استخدم الإمام يحيى وأبناؤه كل وسائل الدجل الديني والسياسي لإطفاء نوع من القدسية على حكمهم، ولم يتورعوا حسب خطة سياسية منتقاة من أن يشعروا المواطن اليمني من أنهم هم الذين صانوا استقلال "اليمن".
يقصدون بذلك شمال الوطن. وأن العزلة التي فرضوها على المواطن والتربة كان لها ما يبررها. ابتداء من الحرص على الدين، حتى منع الاستعمار البريطاني من التوغل شمالاً.. لقد كانت الحضارة بالنسبة لهم كارثة على الوكن والدين.
يقيناً أنه عامل فاعل هذا الذي يدعون، خاصة وقد لعبت القدسية للعائلة المالكة دوراً في إقناع الناس. كما لعب القمع دوراً في لجم الأفواه. وحين وصلت طلائع الأحرار الذين كان من أبرزهم مطيع دماج بدأ التفكير والاقتناع يتجه اتجاهاً آخر.. لقد تعودت مستعمرة عدن على استقبال أفواج من مملكة الإمام يأتون للعمل في المهمة التي لا تحتاج إلى تأهيل معين، وفي أحسن الأحوال تتقبل أولئك الذين نزحوا من  وسائل الاستعباد التقليدية آنذاك. الخطاط والتنافيذ والتأديب، الذي لازم سلطة آل حميد الدين منذ خروج الأتراك.
ربما وجد نفر من السياسيين الهاربين الذين لم يسجل التاريخ لهم موقفا بهذا الحجم الذي كان في طليعته رتل من زملاء مطيع دماج، لعل الدور الرئيسي في هذه القضية يكمن في أول تصريحات قالها الفقيد لفتاة الجزيرة والتي تتركز في إنتقاد بيت حميد الدين كسلطة من منظور سياسي يسعى إلى التغيير..
وتكمن أهمية دور مطيع دماج في إثارة موضوع السلطة الاستبدادية الإمامية وبشكل جلي لأول مرة في الصحف. في محاولة لإظهار وجود فعلي لمعارضة كانت في طي الكتمان. ذلك كان أول هجوم علني سياسي ضد الحكم في "المملكة المتوكلية اليمنية"..
لقد اشترك المرحوم ورفاقه مع من تبعهم من الزعماء فيما بعد في تأسيس حزب الأحرار، الذي عرف رسمياً فيما بعد بـ"الجمعية اليمنية الكبرى" وكأي نشاط سياسي منظم، تعرضت الحركة لكثير من التناقضات بحكم تركيبها ولوجود قادتها في المستعمرة عدن. الأمر الذي أدى إلى كثير من المماحكات.
عاد مطيع دماج إلى شمال الوطن قبل الثورة في عهد الإمام يحيى في عام 1948م  وكرست كثير من التفسيرات التي أخذت جانباً واحداً  من القضية وعلى وجه الخصوص، مسألة ما تعرض له مطيع وزملاؤه من فاقة وضيق في أسباب الرزق وهم المتفرغون للعمل السياسي.
لقد سمعته يقول: "هذا جزء من القضية ولكن الأهم هو أننا اختلفنا مع البعض أيضاً في كثير من القضايا السياسية، فلقد رأيت بنفسي بعض الأفراد يتصلون وبعضهم حتى بالقنصلية الأمريكية، بل وأعتبر أن العمل السياسي كان عقيماً في عدن ولم يحدد الأشخاص الذين يتهمهم.
وفي ظروف كظروف الأحرار حينها، لم يكن بالإمكان الاستمرار في المحافظة على فرد ونبذ الاختلافات، ولا حتى البحث الدقيق عن الأسباب الفعلية بحكم عدم توفر الوسائل والوثائق.
وفي كثير من الأحيايين تصدر الأحكام علي ضوء النتائج وتطور الناس أنفسهم في خضم النضال اليومي الدؤوب..
لم تنقطع صلة مطيع بالحركة الوطنية، بحركة المعارضة ضد الحكم الحميدي وكان من البواسل الذين وقفوا مدافعين عن النظام الجمهوري في وجه كل الحملات المعادية، وفي ظل النظام الجمهوري استعاد مطيع دماج طليعته، نقصد بذلك رفضه المساومة وحتى المصالحة التي طرحت في أكثر من مؤتمر ابتداء بالكويت حتى مؤتمر الطائف وحرض.. كان يفهم النظام الجمهوري من منطلق سياسي واجتماعي ويريد السلطة للأغلبية الساحقة من أبناء الشعب. واتسعت مدارك مطيع دماج لتتسع للوطن بكاملة.
لقد اعتقد كثير من المثقفين أن ما يقال عن دوره في حرب التحرير ضد الاستعمار البريطاني مجرد مبالغة وتمجيد معهود من أبناء الوطن. وقف مطيع مؤيداً ومدعماً مهماً للجبهة القومية أثناء الكفاح المسلح، خاصة حين اختلفت مع بعض القيادات المصرية الموجودة آنذاك في مناطق تعز وإب وغيرها. لقد كان ذلك واقع حقيقي مارسه مطيع بنفسه وبشهادات العديد من القادة والفعاليين. ولم ينفرد هو بهذا الدعم، ولكن المدلول العملي لاتجاه مثل هذا يعطي انطباعاً عن الفقيد ودرجة  استيعابه بوحدة نضال الشعب اليمني، وانخراطه شخصياً في حدث مهم وهو في منصب مستشار لرئيس الجمهورية..
ربما نجد في مذكراته الكثير من الأحداث والوقائع وربما وجهة النظر التي كان يتحدث عنها حول فهمه لمسألة النضال من أجل توحيد الوطن. والذين يعرفونه يثقون بأن الرجل لم يكن مجرد متحمس أو يطلق الحديث جزافاً، لقد كان بارعاً في وضع وجهة نظره، ومدافعاً عنيداً عن قضيته الوطنية كأنسان من هذا العصر.
لقد سمعته ليلة انقلاب 5 نوفمبر عام1967م، يتحدث بطريقة غاية في الأهمية، وبعيدة تماماً عن جوهر الانقلاب وظروفه وهدفه في تلك الليلة. كان صوته ينطلق من أجل أحفاده لأنه طالب انقلاب 5 نوفمبر بحكومة من العمال والفلاحين والمثقفين الثوريين. وببساطة كان يطالب بالمستحيل  الذي فهم كما لو أنه مناورة سياسية بقصد الرفض. على أن مطيع دماج أكد بعدها أكثر من مرة أنه يعني ما يقول وأن نتاج خمس سنوات من القتال حفاظاً على النظام الجمهوري لا بد أن يكون هذا النوع من الحكم، وكان يردد ذلك بصد الشاب.
إن مطيع دماج وكل الذين قاتلوا من أجل إنها الظلم والسيطرة الأجنبية على بلادنا قد وضعوا أساساً حقيقياً لقاعدة لا يمكن التخفي عنها، وهي على الأقل ألا نفقد روح الطليعة وأن نتمسك بالفكرة والهدف وإن تحققت بعد حين..
| مطيع دماج حي بيننا بقلم: عمر الجاوي |
|                                     |
|                                     |

### سعيد الجناحي
| كي لا يغبن مرة أخرى بقلم: سعيد الجناحي |
| |
| منذ الأربعينيات.. مروراً بحركة الأحرار وانقلاب 48 وحركة 55 وثورة 26 سبتمبر وحتى عام 1971م، مر ما يقارب الخمسين عاماً علي مناضل بدأ نضاله السياسي مع بداية شبابه ضد السلطة الإمامية الجائرة.. وهذا يعني أنه عاش ما يقارب النصف قرن مناضلاً.. عاش حياة بذلها من أجل القضية الوطنية، قضية الجماهير. وظل طوال مسيرته النضالية وفياً لمبادئ الحركة الوطنية الديمقراطية ولمبادئ ثورتي سبتمبر وأكتوبر، ومن موقعه المسؤول بعد ثورة 26 سبتمبر أسهم بشكل مباشر في النضال ضد الاستعمار البريطاني لتحرير الجزء المحتل بمنطق الوطني الثائر والمؤمن بوحدة النضال الثوري في عموم الوطن وهذا المنطلق الوطني الذي أمن به طريقا لاستعادة وحدة الوطن. وحينما كان مسؤولاً في السلطة كأول محافظ للواء إب في العهد الجمهوري أو عضواً في مجلس الرئاسة ظل يطرح وجهة نظر القوى الوطنية الواسعة ويدافع عنها. وجند كل إمكاناته لرص صفوف الجمهوريين دفاعاً عن الثورة والنظام الجمهوري.. لعلمنا فإن هذا الإنسان المناضل الشيخ مطيع دماج امتلك حصيلة كبيرة من التجربة النظالية والوثائق بجانب ما كتب ولم ينشر. ومما كتبه وثيقة لمذكرة مطولة إلى مجلس الرئاسة تحتفظ بها صحيفة الأمل، ولأنها وثيقة هامة سوف ننشرها قريباً.. لقد تحفظ المناضل الشيخ مطيع من نشر كتاباته أو أية وثيقة تخصه وهو حي.. وطلب أن يتم النشر بعد وفاته. وخلال ثلاثة عشر عاماً من وفاته وحتى اليوم لم نقرأ إلا النزر القليل عن هذه الشخصية المناضلة الفذة والذي لعب دوراً فعالاً في حركة النضال الوطني مع بقية رفاقه. إن الأمل ترى أن على أقرباء المناضل مطيع والذين في حوزتهم ما كتبه والوثائق الخاصة به، أن ينشروا تجربته وكتاباته ووثائقه؛ بغرض إغناء العقل الوطني بتجارب الرواد الأوائل في الحركة الوطنية اليمنية وإضافة الجديد إلى كل ما نشر عن حركة الأحرار وثورتي سبتمبر وأكتوبر. الأمر الذي سيثري المعارف بتاريخ شعبنا المعاصر حقاُ وكما قال الزميل عمر الجاوي: "مطيع دماج حيى بيننا".. فإن حياته ستظل تلقي ظلال الثورة ترثها الأجيال القادمة، وصولاً إلى تحقيق الغايات التي عاش وناضل من أجلها الشيخ مطيع دماج.. ولذلك فإنه لا بد من نشر تجربته وكتاباته والوثائق التي امتلكها.. |

### سلطان ناجي
| دور جريدة فتاة الجزيرة في أحداث سنة 1948 بصنعاء (منشورات مجلة دراسات الخليج والجزيرة العربية) بقلم: سلطان ناجي |
| نزوح طلائع الأحرار إلى عدن |
| بعد عدة أشهر من فشل ثورة 1948، كتب الأستاذ محمد علي لقمان المحامي، رئيس تحرير صحيفة (فتاة الجزيرة) الأسبوعية التي احتضنت قضية الأحرار منذ البداية، سلسلة مقالات(1) (7 حلقـــات) بعنوان (قصة الثورة في اليمن)، ونقتطف هنا وصفه لوصول أول طلائع الأحرار إلى عدن، وهو المطيع دماج، وذلك في يوم 144 أبريل 1944م. "هذا يوم ستذكره فتاة الجزيرة بخير كثير لأنه مطلع شعور اليمن بضرورة السير في موكب الحضارة الإنسانية. وصل في ذلك اليوم المطيع دماج وكان الوقت حوالي الظهر، إلى بيتي في حافة حسين، ولم أسمع به من قبل ولم أعرفه ولم يأت إلي بتوصية من صديق. وكان يلبس سترة بيضاء قصيرة وإزاراً يمانياً إلى الركبتين، وعلى رأسه عمامة ويرتدي حذاءً من الجلد كالتي يلبسها البدوي عادة في الصحراء. وعندما وصل كان متحمساً، كثير الألم، بل كانت كلماته عنيفة حزينة. قال: جئنا إلى فتاة الجزيرة.. نحن شعب مظلوم ونحن شعب ما لنا حق ولا حرية. وبهرتني صراحة الشكوى!!.. وسيعذرني القارئ إذا علم أنني استمعت إليه دون أن أبدي رأياً. وهل تستطيع أيها الأخ أن تشرح لنا هذه المظالم؟ بلى! كل يماني على وجه الأرض يستطيع ذلك. ما أسهل شرح الظلم في اليمن. إنني ضيق بالحالة التي وصلنا إليها في اليمن. إن الذي أغراني بالسفر هو ما قرأته في صحيفتكم عن اليمن!!. وأخذ المطيع دماج يشرح سوء الحال في اليمن.. وسألته إن كان يستطيع أن يكتب هذه الآلام باسمه الصريح. وكان الإيجاب من المطيع دماج. وظهرت فتاة الجزيرة تحوي مقالاً للمطيع دماج... لم يكن هذا المقال سهلاً للقارئ. إن الذي يعرف اليمن يدرك مدى هذا التصريح في جريدة سيارة باسم صريح لصاحبه أهل وأقارب في اليمن نفسه(2). وقبل أن نبدأ في رصد تلك المقالات النقدية، التي بدأت تظهر على صفحات (فتاة الجزيرة) بدءاً بمقالات المطيع دماج نفسه، من الجدير أن نشير إلى أن قوافل الأحرار بدأت تتقاطر إلى عدن، ففي 4 يونيو 1944م وصل كل من الأستاذين أحمد محمد نعمان ومحمد محمود الزبيري إلى عدن، وهما اللذان سيصبحان فيما بعد قطبي الحركة هنا. لقد وصل الاثنان إلى الشيخ عثمان، هاربين من تعز، ونزلا في الزاوية العلوية لصاحبها الشيخ عبد الله علي الحكيمي، وهو الذي سيكون له شأن كبير في المهجر، وبخاصة في بريطانيا، بعد أن يؤسس جريدة (السلام) فيما بعد هناك لمناوأت حكم الإمامة. إن الذي ضايق كلا من النعمان والزبيري في تعز هو الخوف المستمر من البطش الفجائي. ولقد هربا لينجوا من ذلك الخوف. وقد لحق بالنعمان والزبيري آخرون كالشامي والموشكي وأبو رأس والقوسي. وهب الشباب العدني واليماني للأخذ بأيديهم ولنصرتهم. ورحب بهم الأدباء وكرمتهم الجمعيات اليمانية والنوادي العربية، على أثر تولي (فتاة الجزيرة) قضيتهم، وعرض شكاويهم علي عرض صفحاتها.. وأخذ الناس يتساءلون عن أسباب هذه الهجرة، فاتصلوا بشباب اليمن الثائر علي التقاليد البالية والأوضاع العتيقة، وكشف لهم هذا التهامس مدى الظلم الصارخ والأحكام الجائرة والجهل والفساد في اليمن"(3). ظهرت أولى مقالات المطيع دماج في يوم 30 أبريل 1944م بعنوان " اطلبوا العلم"(4) إلا أنها لم تكن بنفس قوة مقالته الثانية المنشورة بتاريخ 14 مايو 1944م، تحت عنوان: "آمال الإصلاح في اليمن"(5) ففي مقالته الأولى قال دماج أن العلم هو:"الوسيلة العظمى في إنقاذ الشعوب من سوء الملكة وإطلاقها من ربقة الغباوة وظلمة ليل الجهل الدامس وإذا كان كذلك فلا يكفي الأمم أن تريده لحياتها فقط بل يجب أن تطلبه (أطلبوا العلم ولو بالصين) أما الجهل فأن كل الناس يكرهونه ويعتبرون منه ولا يحبوا أن يتعضوا به ولكن لا يكفي للسلامة من أن نكرهه فقط بل يجب أن نميط عنا جلبابه وإن تنور الأفكار بنور العلم النافع وأن ننشر الثقافة والتهذيب في سائر طبقات الأمة لتمتلئ من الفضيلة كل نفس ويتغذى منها كل فكر. ومعلوم إن ما من أمة إلا وقد أخذت وافراً من العلم وحظاً عظيماً منه فهذه الممالك الإسلامية مملوءة بالعلم والإيمان عامرة بالعدل والإحسان ماعدا اليمن الخالي من كل سبب ومن أسباب الحياة فلا معارف ولا ترقية الزراعات ولا صناعة ولا صحة ولا تجارة ولا شيء مما فيه النفع العام كسائر الشعوب. بل استولى على أبنائه الجمود وتداولتهم أيدي الغلبة فنزلوا عن المستوى الثقافي والعلمي والاجتماعي إلى الحضيض من الجهل والعمى والبؤس والشقاء فمنهم المتجشم لمشاق الاغتراب للتكسب والاستجداء ومنهم المقيم في اقتيات الشجر معرضاً للأمراض والفناء، فيا أيها الشباب اليمني انتم أبناء من اعطوا الحكمة وعلموا الناس الإيمان فلماذا ضعفت إرادتكم وخارت عزائمكم عن اللحوق بشرف أسلافكم فإن كنتم لا تقدرون على تعلم العلم النافع في أوطانكم لما هنا من الموانع التي تحول دونكم ودونه فليس من المستحيل الالتحاقي بأوطان أخوانكم العرب في سائر أقطار الدنيا لطلب العلم". ثم تبدأ مرارة دماج تشتد في مقالته الثانية بعنوان: "آمال الإصلاح في اليمن" فيقول: "لست كاتبا قديرا فأكتب على أسلوب القديرين من الكتاب في الصحف لكني رجل أعبر عما في ضميري بالصراحة الخالية من التنميق والمداهنة لا يهمه متى كتب غير تحاشي الكذب فقط لأن القول منهما بلغ من حسن اللفظ ورونقه وأسلوبه وكان مشوباً بنوع من الكذب والتزلف به لأهل المراتب أو مخادعة الحقائق وقصد إهمالها أو وصف الأحوال حدساً وتخميناً فهو بلا شك ممقوت وقائله كذلك فلأجل ذلك لا يعجبني إلا مطالعه الأقوال الصادقة لأنها نافعة وأبغض الكذب ولا أتأثر من قائله لأنه وضع نفسه وأهانها. وأنا وإن كنت قادراً على التعبير بما في نفسي لكنه يمنعني مانع خبيث وهو الأحجام عن الإفصاح به لأني ما عرفت التشجيع منذ عرفت الحياة، ولست من ذوي الأدب الراقي لأنه مفقود في وطننا فلو سألت عن الأدب أبناء الشعب اليمني أجابك لفيف منهم أنه الخضوع والطاعة العمياء لأهل السلطة والنسب الشريف كما أن السياسة عندهم هي التصنع والتملق وإظهار الجمود والغباوة والبلادة فالمتصف بهذه الخصال هو السياسي والأمين. ولا أنكر في قومي اليمنيين نجباء وأدباء غير قليل ولكنه جنى عليهم أدبهم من المكروه أعظم جناية حتى أصبحوا يعدون الأدب سماً قاتلاً أو غازاً خانقاً يخافون منه على أنفسهم وهم بالحقيقة إنما يحملون الفضلة فأنت لأن لو وصلت إلى اليمن لهرب أبناؤه خجلاً من أن يروك فتقف على حالهم ومن جهة أخرى ما عليه المدارس والبلاد من التأخر المفجع فهذه مدارس لواء تعز الآن خالية عن تعليم كل علم نافع فلا يدرس فيها غير لفظ القرآن فقط ومن المعلمين من لا يعرف من القرآن إلا نصف جزء ولو وجدت أمة من الناس يساقون مسخرين في الأعمال الخاصة بالحكومة بلا أجرة تحت إشراف الرجال من أعوان الحكومة والجند بأجرة مفروضة على أولئك المسخرين ثم لو وجدت الناس يشكون من سوء المعاملة الصادرة من خدمة الحكومة ما يندي له الجبين حتى لقد عجزت سيوف الإسلام عن إنصافهم لكثرة ما هنالك من القضايا المتعددة والشكايا المؤلفة فلا تفكير ولا نظر ولا اهتمام إلا بجلب الأهالي أموالهم باسم الواجبات والوسائل ولا تخلو أيدي المأمورين منها ولو وجدت أموالاً مسلوبة وسجوناً ملآنة وأناساً مشردين". وبعد مقال دماج هذا، نشرت "فتاة الجزيرة" خطاباً من النقيب عبد الله بن حسن أبو رأس، أحد الفارين أيضا إلى عدن، ومما جاء فيه: "إن الأمر جلل، وإن الخطب لمدلهم، ففي اليمن العجاب العجاب.. في اليمن شعب يساق إلى الفناء. فالأموال تتدفق كالسيل من جميع أنحاء العالم لدفنها حيث يعلم الله والحكومة وبعض الخواص، والألوف من أبناء اليمن يموتون جوعاً في كل طريق تأكلهم السباع والطير. صدقوني إن قلت لكم أنه قد كان عدد سكان ناجية جبل حبشي من أعمال لواء تعز قبل عامين 22 ألف، واليوم في هذا العام لا يزيد على 9 آلاف تقريباً.. لقد ذهب هؤلاء ضحية الجوع والأمراض الفاتكة. وأضنكم تقتنعون بهذا مثالاً لسائر كل لواء. اليمن أيها العزيز في حالة شديدة لم يشهدها التاريخ منذ فجر الاسلام. أما معارفه فمهدمة، وأما إرسال بعثات علمية إلى الخارج فممنوع. وقد أصبحت الزراعة يأخذ حاصلها باسم الزكاة وأما التجارة فإن الضرائب الجمركية تقضي علي قسم وآخر منها حتى حالت دون نموها"(6). حرب الكلمات: هجوم وهجوم مضاد: إلا أنه ما كادت مثل هذه المقالات تظهر حتى انبرى التقربون إلى الحكومة الإمامية يدافعون عنها. وقد افسحت "فتاة الجزيرة" المجال لأنصار الحكم الإمامي في أن يردوا علي نقاد الحكم الإمامي. فقد ظهرت سلسلة مقالات لشخص اسمى نفسه "عبدربه" بعنوان: "تعز اليوم غير تعز بالأمس" (7) أكد فيها في مقاله الأول بأن ولي العهد "أحمد" قد "استطاع بسلامة فطرته أن ينظم قوانين مدنية شعبية علي أحسن أسلوب وأحدث طراز، كفلت الحقوق وأراحت الناس وخففت كثيرا ً من الغوغاء"(8). وفي مقاله الثاني تكلم عن القضاء فقال: "إن إدارة القضاء في تعز قد حازت القدح الأعلى. فولي العهد يعد بعد والده في إحاطته بالتشريع الإسلامي.. فتراه يستعرض ما دق وجل من الأحكام بنفسه"(9). أما في مقاله الثالث، المخصص للمعارف، فقد قام بدور الناصح الحريص على تربية النشئ وذلك عندما قال "كما يجب الملاحظة الدقيقة والعناية الكاملة بأن يكون هؤلاء يبعدون عن النظر في كتب الملحدين والزنادقة المبشرين ويحذرون ويراقبون في مجالهم عن مطالعات الروايات المفسدة للأخلاق والصحف المستهجنة". أما محمد سلام غالب الذبحاني، فقد كان نقده للأحرار واضحاً، وتهافته مع السلطة الإمامية جلياً. ففي رسالة وجهها إلى "الأستاذ الأكبر عزالإسلام محمد لقمان" بعنوان: "يماني يتحدث عن اليمن واليمانيين"، قال فيما قال: "من حين إلى آخر ونحن نسمع أقاصيص تافهة يتمشدق بها المتمشدقون وخرافات تنبي عن مرض قلوب مروجيها. فهم يصفون بزعمهم الظلم في اليمن إلى غير ذلك من الشقشقة والهذيان.. ليقولوا ما شاء لهم الهوى أن يقولوه حتى يلاقو يومهم الذي فيه يتناقشون ويحاسبون.. إن الشعب اليماني يتمتع بحرية تفوق سائر الحريات في العالم فاليمن لا يخضع لقانون سوى القانون الرباني"(11). وفي رده على مقال دماج، "آمال الإصلاح في اليمن" الأنف ذكره ذهب يجعل من اليمن المتوكلية وكأنها قبلة العلم والعلماء في العالم ويحمل الشعب مسؤولية التأخر قائلاً: "اطلعت علي مقال الشيخ دماج وتبين لي أن في خلال سطور الانتقاد نوعاً من الحيف والقسوة فيما كتبه عن المدارس في اليمن. كيف لا ومدارس اليمن ليست مجهولة، والوافدون إليها من كافة أنحاء العالم غير منقطعين، الأمر الذي لا ينكره أحد ولا يحتاج إلى برهان. إنما لو فرضنا أن هناك تأخراً ما فالمسؤولية تقع علي الشعب لا على الحكومة وحدها"(12) ثم انظم إلى مهاجمة دماج شخص من تعز، أسمى نفسه "عبد الله بن عبد الرحمن اليماني". وقد ظهر له مقالان تحت اسم "بيان للناس" و"المطيع دماج تحت المشرحة"(13) ففي المقال الثاني قال: "نقول لدماج أن العمى الذي رمى الأمة به ليس بموجود إلا في قلبه فقط. ففي عاصمة البلاد صنعاء وفي حوت وفي صعدة وفي ذمار وفي زبيد وفي بيت الفقيه مدارس عاليات.. وقل أن تظفر بقرية لا يعلم فيها التعليم الابتدائي. ... إني لا أعرف مراد دماج ومن على شاكلته إنه يريد العلم الغربي، فمن معانيه الحرية، ومن معاني الحرية "تبرج النساء واختلاط الجنسين.. ودراسة عملية بين أحضان الفتيات وتحت أقدام الحسان". وقد تصدى للرد علي عبد الله بن عبد الرحمن هذا "سهيل اليماني"، وأسماه "جورجياس اليماني"، ثم قال(14)"كلام عبد الله عبد الرحمن اليمني ككلام رجلٍ أعوزته الحجة المنطقية فلاذ بفلسفة السفسطائيين يغالطون من يتحدث إليهم.. وأسلوب المغالطة أشد أساليب التدليس والتضليل بلاء في حياة الأمم.. لقد كتب دماج فلم ينكر أنه يماني كريم منا وأنه يحب اليمن كسائر الرجال الأحرار". وقد ظهرت عدة رسائل أخرى، بعضها تمدح وأخرى تقدح في الحكم الإمامي نشرت جميعاً تحت باب جديد في الصحيفة هو باب "البريد اليماني"(15) وعندما اشتدت حدة الردود علقت "فتاة الجزيرة" في عددها 2333، الصادر في 6 أغسطس 19444 بقولها: "نرجو من أصدقائنا اليمانيين أن يتجنبوا السباب في الكتابة"(16). ويبدو أن الردود المناوئة في هذا الباب قد أثارت من جديد ثائرة المطيع دماج؛ ففي الباب نفسه كتب في العدد (232) يرد شخصياً على عبد الله عبد الرحمن اليمني تحت عنوان "المطيع دماج بين الضحك والبكاء" ومما قاله: "ومسبح بالظلم يعبد ظالما فيعد في النساك والعباد ومغالطاً يغض لمقتل أمه ويقول فيها أمتي وبلادي لغة تنم عن السجون كأنما نفحت من الأغلال والأصفاد مسكين هذا السجين الذي أكرهته أغلال ضميره على أن يكتب "البيان للناس" وكلفته أن يموه الحقائق، وأن يقلب الأوضاع المنطقة والدينية رأساً على عقب، وأن ينسى جراح أمته التي تدمي بين سمعه وبصره، بل وأن جرح نفسه البليغ الذي كنا نحسب أنه سيكون مبعث صوت الحق الداوي في ضميره ولكنه أبي إلا أن يخضع للقيود وأن يرتل اللغة المنافقة في محراب السجانين وأن يكون راهباً من رهبان الديانة الدكتاتورية التي ستزول بلا شك من عالم الوجود، وقد ذهب يفتش في مكتبة العلوم القريبة التي يفندها ويثور عليها فانتهى به فكره الناضج وكتابته الحرة إلى أن يتمجد للناس بأنه من أعداء العلم وأنه في طليعة المحاربين له والناقمين عليه. ينبذ النور من يديه يمشي خابط في طريقه العوجاء ويريد البقاء في الليل كالعريان ينبو عن المكان المضاء ولا غرو فإن المرء عدو ما جهل وما دام الكاتب لا يفهم من العلم إلا أنه "كلمة معقدة مثل كلمة السياسة يمتد وينقبض ويبيض ويسود "فلا يلام أن أعلن عدوانه لعلم ولكننا نلومه على تفسير العلم بغير معانيه الصحيحة لأنه يقول: (فمن معانيه الحرية ومن معاني الحرية تبرج النساء وفتح المراقص والحانات إلخ..). ثم يخترع نتيجة عجيبة ويزعم زعماً آثماً فيقول (هذا مايريده دماج من المطالبة بالعلم) حسب هذا الكاتب الضلال والجهل أن يفهم بأن الحانات والمراقص من معاني العلم وأن يرتضي بنفسه بهذا التخليط الذي يدل دلالة واضحة على أن البيان للناس لم يكتب مجاناً وأن عقليته لم تنتحر ذلك الانتحار الأدبي إلا بعد أن تناولت عليه الأجر الجزيل. أيها السجين المسكين لقد حاولت عبثاً أن تدافع عن الجهل وتعتز به وزعم لك خيالك المظلم أنك تستطيع أن تنشر الظلام في أفكار العالمين أجمعين وأن تقنع الأمة العربية بأن اليمن يجب أن تكون كما هي، لأن فيها مدارس عالية، ظننت أن الناس يجهلون اليمن إلى هذا الحد البعيد وأن رجال المؤتمر العربي سيصدقونك بأن الحانات والمراقص من معاني العلم وأنه يجب أن تحمي اليمن من الثقافة وأن تحرم من النور وأن تكتفي بما عندها من المدارس العالية في زبيد وبيت الفقيه وحوت وأكثر القرى اليمنية التي بنيت لها في خيالك مدارس ابتدائية لم توجد بمعناها الصحيح في العاصمة صنعاء. لقد أضحكتنا كثيراً وأسفتنا كثيراً فأما الضحك فأنك أسمعتنا رنة المقالات الذهبية التي لا تستطيع أن تقيم حقاً ولا أن تدفع باطلاً ولكنها تغري بصوتها الرخيم وتشعر السامع مع الوقت نفسه بأنها لم تخرج من قلب ولا ضمير، ولكنها جاءت من مصنع ذهبي لا يحس فلا يشعر لقد تناقضت فزعمت أولاً أن العلم حانات ومراقص وإنه كلمة معقدة وأنه هو الذي مزق الشرق ثم نبغت بسرعة وتطورت، فزعمت أن في أكثر القرى مدارس ابتدائية وأن في المدن مدارس عالية فأي صورة تريد أن تبرزها عن اليمن فأنك قد لونت اليمن بلونين مختلفين"(17). وفي مقاليه التاليين كان هجومه مباشراً ضد نظام الحكم الإمامي، ففي المقال الأول قال:"حل الدمار والفناء بأوروبا من جراء هذه الحرب الطاحنة المخيفة ولكن أوروبا ستحيا بعد الحرب وتهب إلى تعمير المدن وترميم المصانع وإقامة الدور وإصلاح الطرق وزراعة الأراضي في زمن قصير، وقد تعود إلى أوروبا نضارتها وروعتها وجمالها. أما اليمن فقد حل بها الفناء والخراب والشتات وضربت على أهلها الذلة والمسكنة لا من ويلات الحرب وأهوالها بل من ويلات الحكم وغروره على أهالي البلاد. هلك من سكان المن الجم الغفير من الجوع الذي ألجأهم إلى أكل الشجر وحشرات الأرض ولكن لم يفهم شر الحمى الفتاكة التي التهمت منهم الأخضر واليابس نتيجة لسوء التغذية وعدم النظافة كل ذلك والمدافن مملوءة بالحبوب والخزائن بالدراهم التي سلبت من أيادي هؤلاء الضعفاء وأفواههم وهم في أشد الحاجة إليها ولو أن هذه الضرائب الفادحة التي فرضت على الرعية فرضاً بغير شفقه أو رحمة صرفت في المنافع العامة كإنشاء المدارس وبناء المستشفيات واستثمار الأرض بالطرق الحديثة واستخراج المعادن ومد خطوط المواصلات لهان الأمر وسهل الخطب لما ينال البلاد من وراء هذا الإصلاح النافع الشامل في الخير العميم لما تقدمه الحكومة من الخدمات الجليلة للشعب كما هو شأن الحكومات العادلة التي تأخذ من الشعب وترد إليه ما تأخذ عن طريق الموظفين والعمال في مصالح الدولة وأعمالها ويندر أن توجد أسرة من أسر الشعب ليس لها فرد أو أفراد في وظائف الدولة ومصالحها بمرتبات مرضية كافية تشعر الموظف بالعدل وحسب الإخلاص في العمل ليعم الرخاء فالرعوي يدفع ما يسمونه زكاة أو ضريبة فوق ما يجب عليه"(18). وفي مقاله الثاني المنشور في العدد (241) بتاريخ 18 أكتوبر 1944م تحت عنوان "اليمانيون في الداخل والخارج" قال دماج:..."أبناء الشعب اليماني.... الحكومات لا تقوم إلا على أسس من الشورى والعدل لأنهما بابا رحمة ومفتاحا بركة فمتى كانت الحكومة شوروية آل أمر ألأمة إلى الفوز والنجاح أما الحاكم الفردي فإنه آية الخسف في الأمة وقائدها إلى التهلكة. ولذلك فقس بين الشعوب التي تحكمها البرلمانات والمجالس التشريعية وبين الشعوب التي تحكمها الشخصيات الفردية تجد البون الشاسع والفرق الواسع أنظر إلى حكومتي مصر والعراق مع هذه الأيام العصيبة والحالة الرهيبة تجدها أوسع تقدماً وأوفر راحة وأحسن حالاً وأنعم بالاً من اليمن البعيدة عن الأخطار بمراحل عديدة ولو نظرنا إلى الحجاز الحديثة العهد بالإصلاح والتقدم العمراني لوجدنا اليمن الخصيبة الزراعية دونها بالراحة والاطمئنان والسعي وراء ما يعود عليها بالنفع والخير لأن الشعب اليماني أصبح في نظر حكومته كالبهائم المعدة للحرث والركوب ولذلك تجد الحكومة قد جعلت كل شيء على الرعوي فإصلاح الطرقات والطحن وإصلاح الطعام للجند في أغلب الجهات ومصالح الحكومة والموظفين وحرث ما تريد الحكومة حرثه لنفسها من البلاد وحراسة البلاد على ذلك الرعوي المسكين الذي كأنه شيء ووجب عليه كل شيء مجاناً علاوة على أخذ ماله باسم الزكاة وأجر المأمورين". ثم يصف بتأثر ما وصلت إليه حال بعض النساء اليمنيات في عدن قائلاً: "لقد تركت بعض النساء.... هي التي تركت بعض نساء اليمانيين وبناتهم يتكففن في الأزقة والأسواق بعدن ويطلبن من الرزق ما يسد الرمق ولو بذل العفاف هذا والحالة مشاهدة في عدن فيا للخزي ويا للفضيحة ليت شعر كيف لذ لأبناء اليمن هذا العيش وكثرة الاحتمال لهذا الضيم والهوان والهتك والامتهان فأنا لله وإنا إليه راجعون". ومن بعد المقال المذكور أعلاه لم نعد نقرأ في (بريد اليمن) أية مقالات لأنصار الحكم الإمامي، بل أننا نجد مقالات انتقادية معارضة تفصيلية عن الحكم الإمامي. فها هو "فتى الفليحي" يكتب مقالاً بعنوان: "هل في اليمن مدارس حديثة للتعليم" أكد في بدايته أن التعليم الصحيح مفقود في اليمن، والمدارس الموجودة ضئيلة، وأن ما تسمى "بوزارة المعارف" تحت سيف الإسلام عبد الله، وزارة صورية وأن "الشبان اليمانيين العائدين من العراق شردتهم ومزقتهم كل ممزق مما اضطر بعضهم إلى أن يغادروا اليمن إلى مصر كالأستاذ أحمد حورش والأستاذ محي الدين العنسي". ثم راح الفليحي يتكلم عن حالة المدراس في صنعاء فقال: "في صنعاء أربع مدارس هن مدرسة الأيتام والإصلاح والإرشاد والمدرسة الثانوية. أما الأولى فهي كما يظهر من اسمها خاصة للأيتام. ويقول جلالة الإمام أنه ينفق عليها من جيبه الخاص والدروس المقررة لهذه المدرسة دروسا (هكذا) عقيمة، وأهم شيء فيها هو القرآن الكريم والخط العربي. وأما مدرستا الإصلاح والإرشاد فبرنامج دروسهما كمدرسة الأيتام. أما المدرسة الثانوية فهي التي طالما سعت البعثة اليمنية العراقية لإنشائها. وقد أسست أخيراً واختير لها تلاميذ من المدارس الثلاث. وكان القائم بالأعمال فيها أولا المهتم بشؤونها هو الأستاذ الأديب أحمد حسن الحورش. وقد كان يريد أن يجعل هذه المدرسة كاسمها وأن تكون دروسها عالية تطابق المنهج الحديث. وفعلاً دبر الخطة مع زملائه المدرسين وشرعوا في التدريس على الأصول الحديثة، ولم يتركوا جهداً في بث الروح القومية في التلاميذ وتحبيب الثقافة والعلم والمطالعة إلى قلوبهم. وداموا كذلك عاماً وبضعة أشهر تقدمت فيها المدرسة تقدماً كبيراً مما شغل فكر وزارة المعارف وأقلق راحتها، فانتبهت للقضية وراقبت الدروس التي تلقى في هذه المدرسة، ومنعت المحاضرات التي ابتدعها الحورش، وأغلقت فرقة المطالعة. الحاصل أنه لم تأت بضعة أشهر إلا والمدرسة الثانوية عبارة عن كتاب حقير ولم يبق لها إلا اسمها. مسكين المعلم اليمني. يفرض عليه أن يبقى في المدرسة من الشروق إلى الظهر، ومن بعد الظهر إلى آخر اليوم. إن هذا المعاش يتفاوت بين أربعة ريالات وعشرين ريالاً لأعظم معلم. ولما وصلت البعثة اليمنية العراقية أحدثت ضجة هائلة بين رجال المعارف. وقال قائلهم لقد قرر لكل معلم منهم خسمة وعشرين ريالاً"(19). أما عقيل عثمان عقيل، فقد راح يقارن بين حالة لواء تعز أيام الاحتلال العثماني، وأيام الحكم المتوكلي، ليثبت بالأرقام أن الحالة أصبحت أسوأ بكثير أيام حكم الإمام. فمثلاً لواء إب الذي كان يطلق عليه اسم (برنجي قضاء) وكان أيام الأتراك عبارة عن قضاء من أقضية لواء تعز، وكان عليه من الأموال للحكومة العثمانية 80000 ريال، 50000 منها تسلم والباقي تتأخر. أما في العصر المتوكلي فقد بلغت زكاة هذا القضاء 1,5 مليون، على أن هذه الملايين لم يحصلها الرعية من زراعتهم ولكنها محققة الوجود في دفاتر الحكومة". |
| |
| هوامش 1- محمد علي لقمان. "قصة الثورة في اليمن". فتاة الجزيرة، الأعداد 431-437 بتاريخ 25يوليو، 1، 15، 22، 29 أغسطس، 5، 13 سبتمبر 1948م على التوالي. 2- محمد علي لقمان. "قصة الثورة في اليمن" فتاة الجزيرة" العدد431، 1 يوليو، 1948م، ص10. 3- محمد علي لقمان، "قصة الثورة في اليمن (2)"، فتاة الجزيرة، العدد 432، 1 أغسطس 1948م، ص2. 4- المطيع دماج، "اطلبوا العلم"، فتاة الجزيرة، العدد 219، 30 أبريل 1944م، ص5. 5- المطيع دماج، "آمال الإصلاح في اليمن"، فتاة الجزيرة، العدد 221، 14 مايو 1944، ص4. 6- عبد الله أبو رأس، "خطاب"، فتاة الجزيرة، العدد 227، 25يونيو 1944، ص4. 7- عبد ربه، "الشؤون الإدارية في تعز"، فتاة الجزيرة، الأعداد 220- 223، بتاريخ 7، 14، 28 مايو 1944 علي التوالي. 8- عبد ربه، "الشؤون الإدارية في تعز"، فتاة الجزيرة، العدد 220، 7مايو 1944، ص2-3. 9- عبد ربه، "كلمة عن القضاء في تعز"، فتاة الجزيرة، العدد 221، 14مايو 1944، ص3-4. 10- عبد ربه، "تعز اليوم غير تعز بالأمس"، فتاة الجزيرة، العدد 223، 28 مايو 1944. 11- محمد سلام غالب الذبحاني، "يماني يتحدث عن اليمن واليمانيين"، العدد 225، 11يونيو 1944، ص9. 12- محمد سلام الذبحاني، "رد على الشيخ دماج"، فتاة الجزيرة، العدد 223، 28 يناير 1944، ص9-10. 13- عبد الله بن عبد الرحمن اليماني، "بيان للناس"، فتاة الجزيرة، العدد 231، 23 يوليو 1944. 14- سهيل اليماني، "جور جياس اليماني"، فتاة الجزيرة، العدد 232، 30 يوليو 1944، ص8-9. 15- انظر الأعداد 233، 234، 240، بتاريخ 6، 13 أغسطس، 1 أكتوبر 1944 على التوالي. 16- خادم حقيقة، " ردود في رد"، فتاة الجزيرة، العدد 233، 6 أغسطس 1944، ص4. 17- المطيع دماج اليمني، "المطيع دماج بين الضحك والبكاء"، العدد 232، 30 يوليو 1944، ص11. 18- المطيع دماج، "اليماني داخل اليمن وخارجها"، العدد 235، 20 أغسطس 1944. 19- فتى الفليحي، "هل في اليمن مدارس حديثة للتعليم"، العدد 239، 17 سبتمبر 1944، ص5-6. |